# José Luis Sarabia Moreno
José Luis Sarabia Moreno (Pamplona, 30 de març de 1965) és un exfutbolista navarrès, que ocupava la posició de davanter.

## Trajectòria
Format a l'Athletic Club, amb els de San Mamés només hi disputa un encontre a primera divisió, a la 84/85, encara que amb el filial disputaria la categoria d'argent.
Sense continuítat a l'Athletic, a la 86/87 recala al CA Osasuna, on marca dos gols en 11 partits a la màxima categoria. L'any següent fitxa per la UE Alzira. El quadre valencià militava a Segona Divisió, tot perdent la categoria eixe any. El navarrès, però, va ser titular i va marcar tres gols.
La temporada 90/91 hi retorna a la primera divisió de la mà del Real Burgos, apareixent de forma esporàdica. El 1991 recala al CD Badajoz, amb qui aconsegueix l'ascens a Segona Divisió. La temporada següent, a la categoria d'argent, disputa set partits amb els extremenys.